# 八旗選秀
八旗選秀とは、清朝政府が皇帝の妃嬪を選ぶための制度である。戸部が主導し、理論上は3年ごとに一度開催され、八旗の女子の中から皇帝の妃嬪や、その他皇族・宗室の妻妾を選出する。そのため、清朝皇帝の妃嬪は主に八旗選秀によって選ばれた。
理論上は外八旗のすべての旗人が外八旗選秀に参加可能であったが、旗人の人口が増えるにつれて、旗人内の階層も複雑化し、乾隆年間からは外八旗秀女の参加には一定の条件が設けられるようになった。なお、選秀にはいくつかの禁例があり、たとえば皇帝の乳母の娘や、身体に障害のある女子などは参加が許されなかった。また、特定の家系、たとえば覚爾察氏のダハイの女性子孫なども選秀に参加しなかった。
清初期の外八旗選秀は臘月（旧暦12月）の中旬から下旬にかけて行われていた。雍正帝の初年まではこの慣例が守られていたが、雍正11年の臘月に予定されていた外八旗選秀について、雍正帝が翌年春の開催へと改めるよう命じた。これ以降、春季に外八旗選秀を行うのが慣例となった。初めて春に開催された選秀では、雍正帝が泰州知州・武柱国の娘である武氏を寧妃に指名し、崔奇哲の娘は和親王の側福晋に、佐領・訥爾布の娘である輝発那拉氏は宝親王の側福晋に指名された。
内廷の主位（正式な宮中の妃）として指定された場合、宮廷から「指定された嬪・貴人の家へ護衛を派遣せよ」といった趣旨の勅命が下される。新たに封じられた妃嬪が入宮する前日には、内務府がまずその本家に人を送り、本人の私物を宮中へ運ばせる。一部の品々は内務府が妃嬪の寝宮用に新たに調達することもあった。清朝後期には、妃嬪の嫁入り道具（妝奩）は宮中が提供するか、銀子を賜って一般的な衣類などを購入させる形式となり、実家が用意することは許されなかった。これは、妃嬪とその実家との結びつきを弱めるための措置であった。

## 伝記資料
- 『清史稿』列伝「后妃」